# Iwan Petrow (Ataman)
Iwan Petrow (russisch Иван Петров; 16. Jahrhundert) war ein russischer Kosaken-Ataman und Forschungsreisender.

## Leben
Auf Befehl Zar Iwans des Schrecklichen wurde 1567 der Kosaken-Ataman Petrow in das noch wenig bekannte Sibirien geschickt, um unbekannte Länder zu erkunden. Mit Briefen des Zaren an unbekannte Völker durchquerte Petrow mit seinem Begleiter Burnasch Jalytschew (Jelytschew) den Steingürtel (Ural) und reiste durch die Länder des Baikalsees in die Schwarze (westliche) und Gelbe (östliche) Mongolei, um schließlich nach Peking zu gelangen.
In seiner Reisebeschreibung lieferte Petrow als erster Russe Informationen über die Länder vom Baikalsee bis zum Koreanische Meer und über das bis dahin russischerseits noch unbekannte China. Er zählte alle Fürsten auf, durch deren Herrschaftsbereiche sie ritten, und gab die jeweiligen Reisedauern an. In der Mongolei beschrieb er alles, was ihm auffiel. Die Stadtmauern mit den Gewölben in den Toren kamen ihm wie die der russischen Städte vor. Ihm gefielen die mit Kräutern und Blumen bemalten Ziegelhäuser. Er bewunderte die eckigen Tempel ohne runde Formen mit unbekannten Tieren auf den Dächern und den Idolen. Er beschrieb die Religion der Mongolen, ihre Verehrung der beiden Khutukhtus und das Mönchtum. Auch informierte er über die Landwirtschaft und den Weinbau.
Von einer mongolischen Herrscherin erhielt Petrow Hinweise auf alle Städte und einen gesiegelten Geleitbrief, mit dem sie in China einreisen konnten. Petrow beschrieb die Große Mauer, die das eigentliche China abtrennte und die ihn sehr beeindruckte. In den chinesischen Städten fielen ihm die Tempelsammler auf, die mit hölzernen Glocken in Gruppen umherzogen. Er berichtete über die Stadt Peking des Kaisers Taibun (offenbar Zhu Zaihou) und den Handel dort. Wegen fehlender Geschenke konnten die Reisenden nicht vom Kaiser empfangen werden.
Russische Gesandtschaften nach China nach Petrow:
- Iwan Petlin (1618–1619)
- Fjodor Baikow (1654–1656)
- Nikolai Spafari (1675)

Die erste russische Handelskarawane wurde 1668 nach China entsandt, und die ersten chinesischen Kaufleute kamen 1670 nach Nertschinsk.